# Chiesa di Santa Maria Maggiore (Dardago)
La Pieve di Santa Maria Maggiore è la parrocchiale di Dardago, in provincia di Pordenone e diocesi di Concordia-Pordenone; fa parte della forania dell'Alto Livenza.

## Storia
La prima menzione della pieve di Dardago risale al 1285  quando il Vescovo di Concordia pone (o riconferma ?) la pieve di Dardago  nella disponibilità del Decano dei Canonici della cattedrale di  Concordia. Ciò attesta che la pieve era stata creata prima di tale data. Negli archivi della Pieve sono presenti alcune pergamene: la prima è datata 16 aprile 1299. 
Tra le altre  menzioni della chiesa plebanale di Dardago, curiosa è quella del 15 agosto 1440, quando fu riconciliata dal vescovo di Equilio Guglielmo II, poiché era stato commesso un delitto all'interno dell'edificio sacro.
L'attuale chiesa fu costruita tra il 1786 e il 1823. La consacrazione fu impartita il 12 ottobre 1823 dal vescovo di Concordia Pietro Carlo Antonio Ciani.

## Interno
Molti al suo interno sono gli arredi già presenti nella chiesa precedente: la pala dei Santi Stefano, Rocco e Sebastiano (XVI secolo) e la monumentale macchina dell'altar maggiore (rimaneggiata tra il 1805 ed il 1806). Opera del coneglianese Antonio Pigatti (1701-1709) sono le statue di Sant'Andrea e Santa Lucia, il tabernacolo risale al 1716. Degli altari laterali si sa con certezza che quelli del Crocifisso e del Rosario furono costruiti da Angelo Antonelli (1735-36) mentre quelli della Madonna della Salute e dei santi Antonio da Padova, Antonio Abate, Giovanni Battista e Carlo Borromeo sono di anonimi artisti veneziani. Una particolare menzione merita la famiglia (ora estinta) degli Antonelli lapicidi dardaghesi nei secoli XVI e XVII oltre che nella natia Dardago furono autori di importanti opere marmoree in tutto il Friuli, ad esempio notevoli i loro lavori nel duomo di Maniago. Nel soffitto della navata notevole l'affresco dell'Assunta, ripresentante la soluzione tizianesca della basilica veneziana dei Frari, di Gian Carlo Bevilacqua (1823). Importanti, pur nella loro artigianalità locale, anche il Settecentesco arredo in legno della sacrestia ove si conserva ancora l'armadio rinascimentale, in cui era custodito l'archivio delle sei comunità (Budoia, Coltura, Dardago, Polcenigo, San Giovanni e Santa Lucia) del contado di Polcenigo e la pala raffigurante l'Assunta con San Martino, Sant'Andrea e Santa Lucia già nella chiesa di San Martino. Sopra il portale d'ingresso, raggiungibile con una scala a chiocciola, è collocato l'organo molto antico di scuola settecentesca veneziana (Gaetano Callido, 1780).

## Campanile
Il campanile, discosto dalla chiesa, venne costruito in dieci anni (dopo diverse traversie) dal 1854 al 1863, con pietra di una cava locale e con i sassi prelevati dal torrente Artugna; nel 1952 il pinnacolo venne rifatto a cuspide appuntita, in sostituzione di quello antico a pigna. La sua altezza è di 50 metri: nella cella campanaria trovano alloggiamento quattro campane, che pesano rispettivamente 1, 9, 11 e 16 quintali.